# 경북산업직업전문학교
경북산업직업전문학교는 대한민국의 직업전문학교이다. 대구광역시 동구에 소재한다.

## 연혁
- 1989년 '경북자동차정비학원'설립
- 2002년 '경북산업정보직업학교'로 상호 변경
- 2006년 '경북산업직업전문학교'로 상호 변경
- 대통령 표창 수상, 국무총리 표창 수상, 노동부장관 표창 3회 수상, 문화예술관광부 장관 표창수상, 행정자치부 장관 표창 수상.
- 2019년도 훈련기관인증평가 5년 인증(최우수훈련기관)
- 2021년 고용노동부 선정 Best HRD Academy 기관 선정

## 같이 보기
- 영진직업전문학교